# مترو جدة
قطار جدة الكهربائي معروف بمسمى مترو جدة هو جزء من مشروع تطوير النقل والمواصلات في جدة، الذي يتكون من شبكة قطارات وحافلات و ترام وحافلات بحرية، سيتكون إنشاء أربع خطوط مترو رئيسية ويضم 81 محطة، بتكلفة تبلغ 12 مليار دولار أي 45 مليار ريال، علماً بأن المشروع مازال قيد الدراسة ولم تبدأ أعمال الانشاءات.

## الهدف من المشروع
توفير نظام نقل عام متكامل وعصري يخدم مدينة جدة وساكنيها وزوارها، وتنفيذ نظام مترو آلي بالكامل وباستخدام أرقى التقنيات العالمية، والواجهة البحرية في مدينة جدة من أهم السمات الواجب خدمتها بأنظمة النقل العام.

## شبكة المترو
المسارات الأربعة هي:
- المسار البرتقالي: يربط جسر أبحر المعلق مروراً بطريق المدينة إلى طريق مكة القديم بطول 8 كم ويمر ب 29 محطة.
- المسار الأخضر: يربط منطقة البلد بمحطة قطار الحرمين بطول 17 كيلومتر بإجمالي 9 محطات.
- المسار الأحمر: يربط ملعب الملك عبد الله الدولي إلى طريق مكة القديم بطول 7 كيلومتر بإجمالي 25 محطة.
- المسار الأزرق: يمتد من جنوب جدة إلى مطار الملك عبد العزيز الدولي طوله 6 كيلومتر بإجمالي 18 محطة.

## مشاريع سكك حديد إضافية

### القطار الخفيف
الخط الأول ومر عبر شارع صاري بطول 18.3 كم ويمر ب 21 محطة، الخط الثاني ويمر عبر شارع الأمير محمد بن عبد العزيز (التحلية) بطول 10.7 كم ويمر ب 12 محطات، الخط الثالث ويمر عبر شارع فلسطين بطول 10.3 كم ويمر ب 12 محطة. يخطط مد خط شارع فلسطين شرقًا حتى يصل إلى مشروع وادي عسلاء بطول 46 كيلومترا.

### ترام الكورنيش
بطول 15.6 كم يمر على كورنيش جدة الشمال وعدد المحطات 15 محطة من 11 قطار.

### قطار الضواحي
سيبلغ طوله 195 كلم ويربط نهاية خطوط المترو والترام بالمحاور الرئيسية والطرق السريعة من خلال الطريق الدائري ويشمل 20 محطة.

## روابط خارجية
- وزارة النقل السعودية: مستقبل النقل.
- شركة مترو جدة.